# Psychotria papillosa
Psychotria papillosa är en måreväxtart som beskrevs av André Guillaumin. Psychotria papillosa ingår i släktet Psychotria och familjen måreväxter. Inga underarter finns listade i Catalogue of Life.